# 彩凤鸣岐

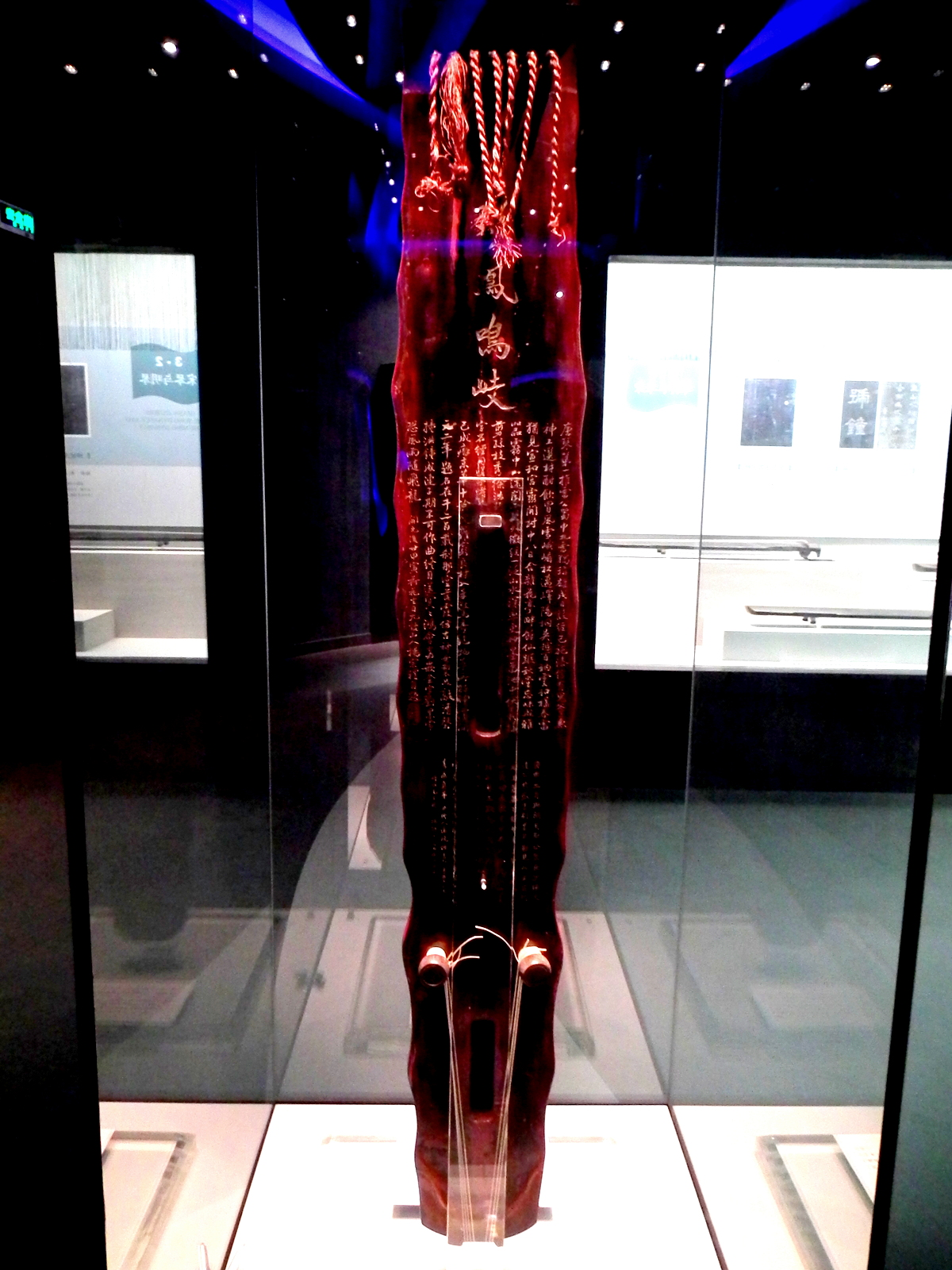
藏于浙江省博物馆的落霞式“彩凤鸣岐”七弦琴

彩凤鸣岐是浙江省博物馆收藏的一床落霞式古琴，根据琴腹款知制作者为唐朝制琴师雷威。此琴曾为定敏亲王載銓家藏，散失后由九嶷琴派创始人杨宗稷收购，杨宗稷死后由徐圣禅收藏。徐圣禅前往台湾后的1952年，古琴被送往镇海县文化馆，一年后由浙江省博物馆收藏，现收藏于浙江省博物馆之江馆区。

## 形制
彩凤鸣岐为落霞式，长124.8厘米，肩宽18.8厘米，额宽16.3厘米，尾宽12.5厘米，厚5.4厘米。漆灰较厚，疑为杨宗稷修补时所上。琴背为栗壳色原漆，并有部分朱漆修补，琴面为朱漆。灰胎为鹿角霜，琴面无断痕，琴背主要为小流水断，琴名处有冰裂断，三、四、五徽处隐现梅花断。
古琴龙池上方为“彩凤鸣岐”四字，据杨宗稷考证与唐代书法家徐浩的字体相同。龙池内有“大唐开元二年雷威制”题刻，指明古琴由唐代蜀中制琴名家雷氏家族所制，为现存古琴中罕见。龙池两侧有收藏者杨宗稷刻写的行书鉴藏，雁足间有两段题刻，右侧用楷书记叙了杨宗稷与定敏亲王后人毓朗关于此琴的对话，左侧用行楷刻有赠毓朗的诗歌。

## 历史

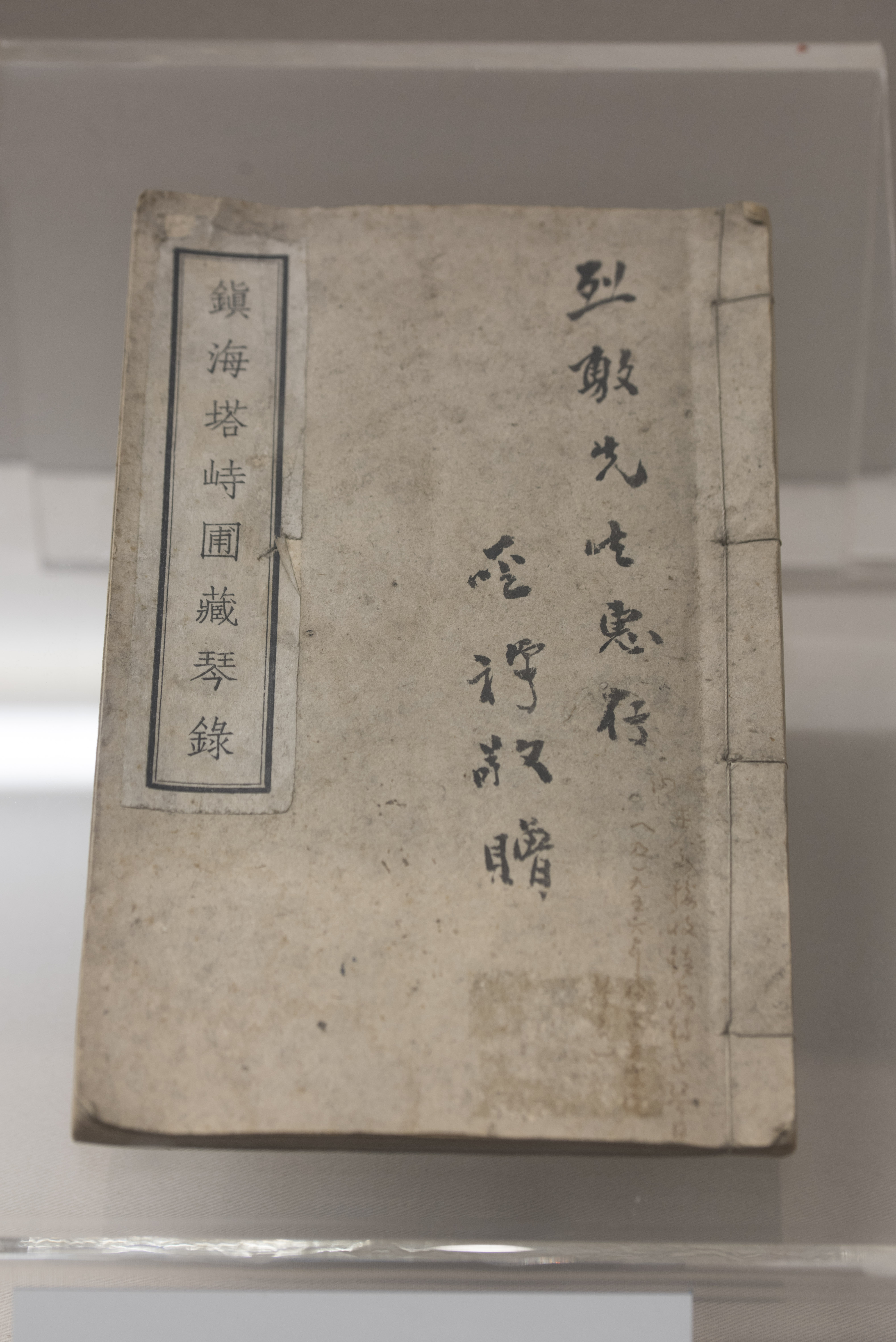
徐圣禅著《镇海塔峙圃藏琴录》

杨宗稷在《琴学丛书》中根据“彩凤鸣岐”的琴名认为该琴可能最初为皇家收藏，后通过嫁妆赏赐有功的皇亲国戚，此说获得定府后人毓朗证实，并指该琴为定府“行有恒堂”所藏最好的琴。庚子之乱时，琴被掠走，后由杨宗稷从一位女子手中购得。在一次纪念张百熙的聚会中，毓朗听闻杨宗稷的琴声与自家曾藏古琴相近，查看后方知杨宗稷手中的琴正是自家流出的“彩凤鸣岐”，这段经历后被杨宗稷刻于琴背，并详细记叙在《琴学丛书》中。
1932年杨宗稷去世前，在杨宗稷的学生，浙江镇海县人虞和钦促成下，包括彩凤鸣岐和鸣凤、来凰等杨氏收藏的21床古琴被虞的同乡，金融家徐圣禅购得，此后收藏于家乡镇海县东南塔峙东岙（今属宁波市北仑区）的“塔峙圃”中。抗日战争结束后，收藏的21床古琴仍在。徐圣禅原本计划在塔峙圃安度晚年，但时局不遂人愿。由于曾担任第一届国大代表，与国民党关系密切，中华人民共和国成立前夕，徐圣禅离开家乡前往台湾，将所藏古琴留在塔峙圃。
1952年，在土地改革中，由于徐圣禅在镇海县境内已没有后人，塔峙圃被重新分配，古琴由当地农民协会送至镇海县文化馆。由于缺乏保管条件，为确保文物安全，1953年，包括彩凤鸣岐在内的14床古琴被移交到浙江省博物馆收藏。21世纪初，由成公亮、丁承运等古琴演奏家对彩凤鸣岐进行了鉴定。

## 文物展示
彩凤鸣岐现位于浙江省博物馆之江馆区“太古之音——古琴与中国人的音韵世界”专题陈列中，为2009年评选的博物馆“十大镇馆之宝”之一。2009年時，館方請來琴家成公亮、丁承运和姚公白使用絲絃彈奏“彩凤鸣岐”和“来凰”二琴錄製專輯《鳳凰和鳴》。另外在2010年11月19日的“凤凰和鸣——浙江省博物馆馆藏唐代雷琴演奏会”上，“彩凤鸣岐”和“来凰”被姚公白、成公亮等多位琴家公開彈奏。

## 图片

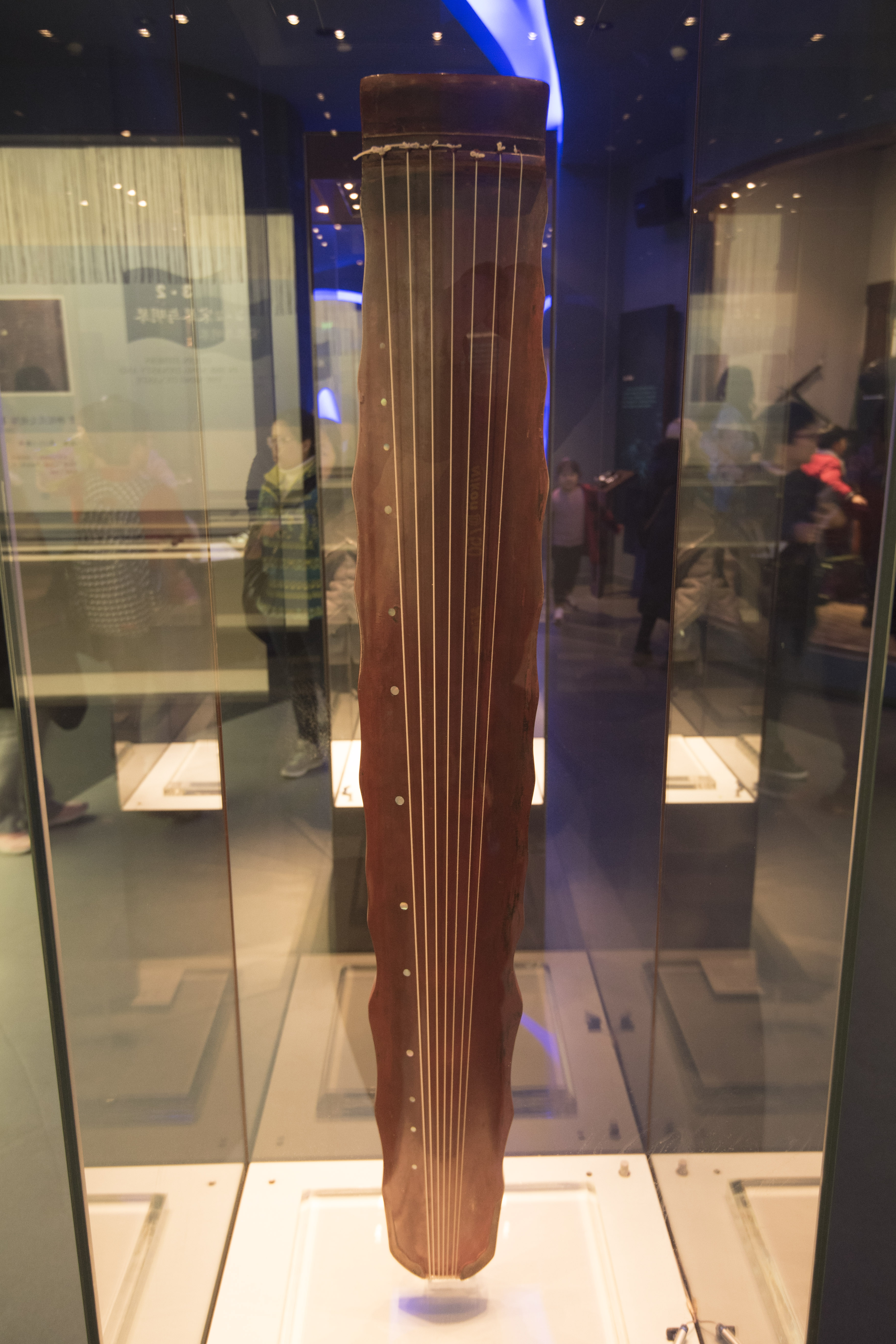
琴面
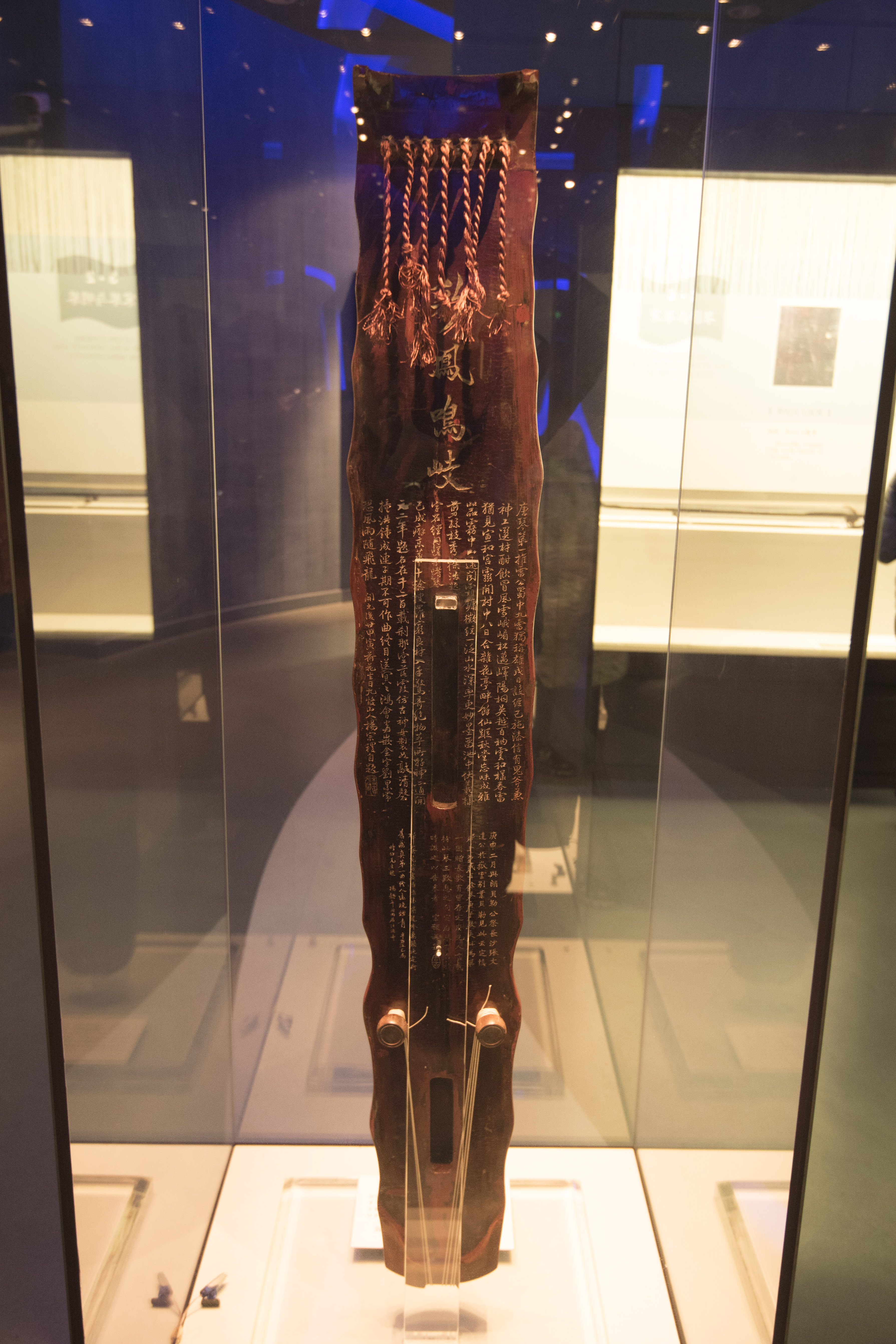
底板
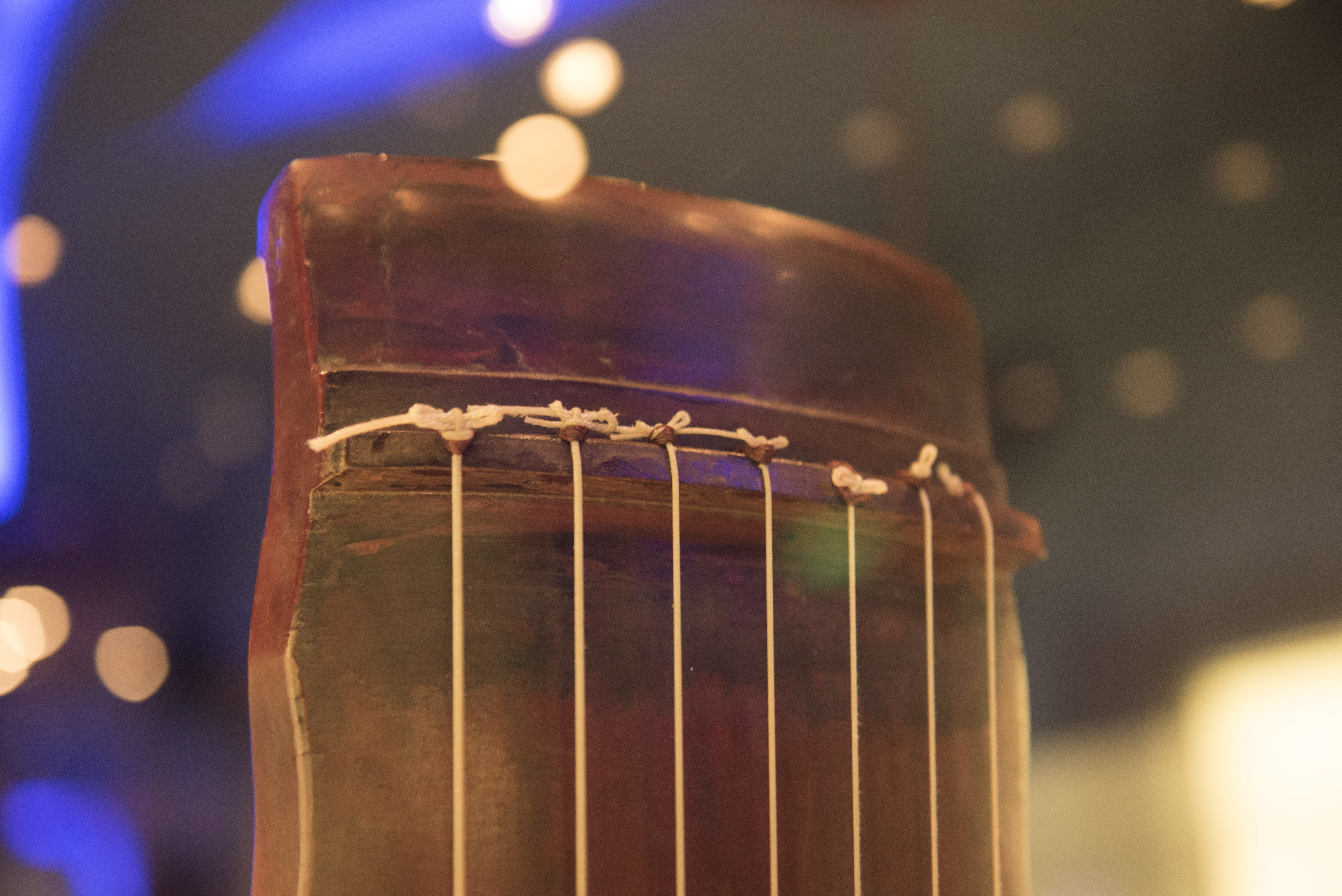
岳山
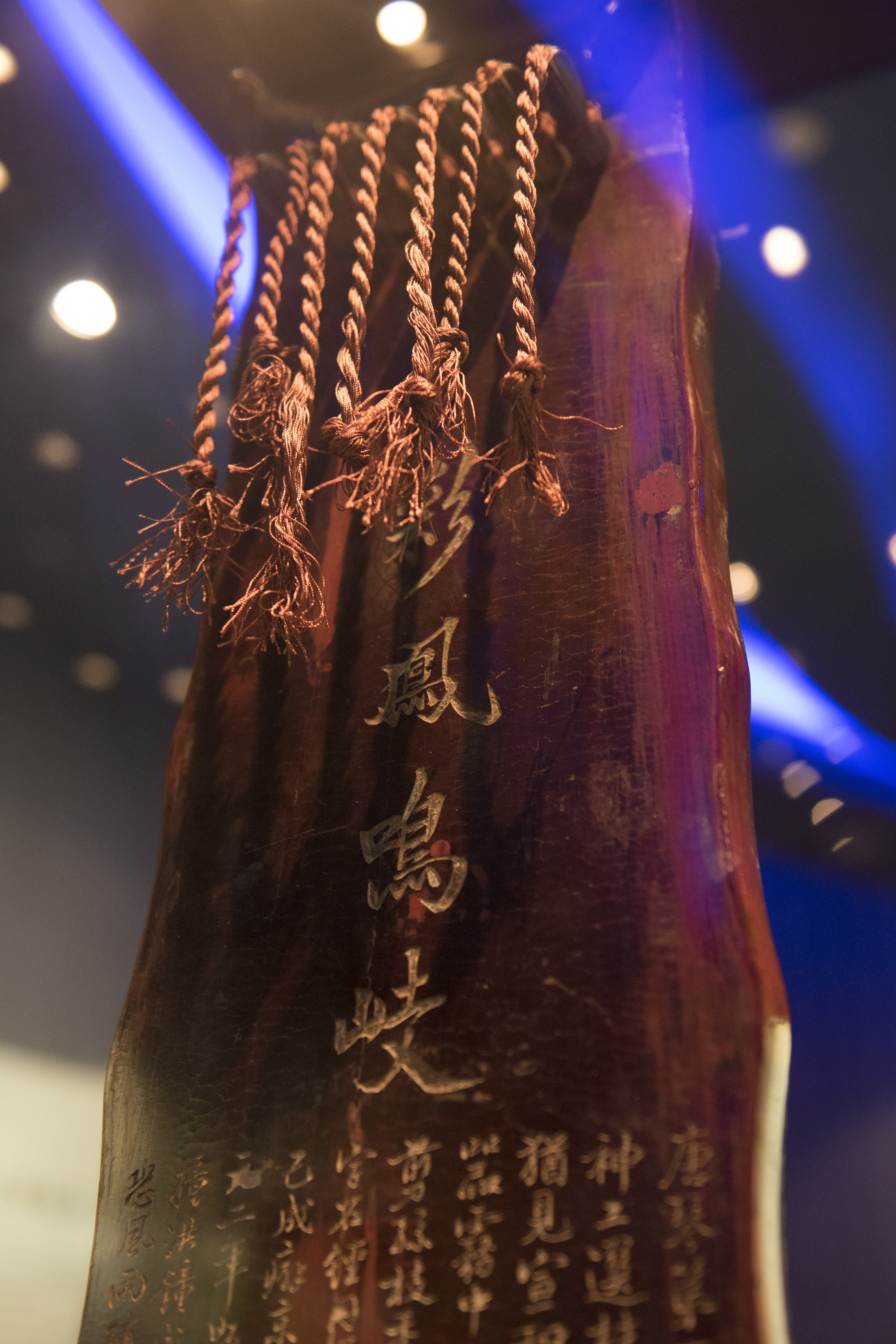
琴名
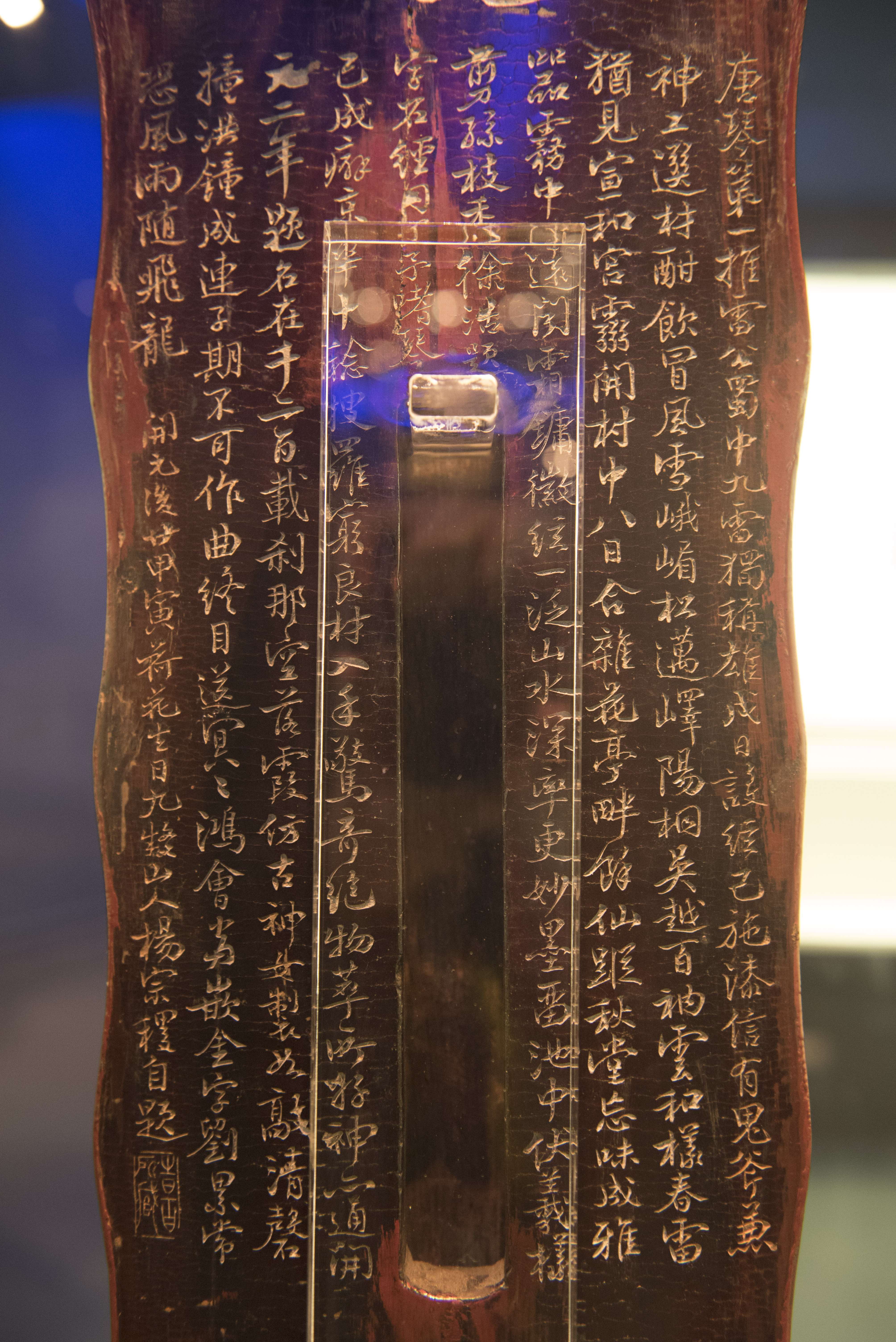
龙池周围题刻
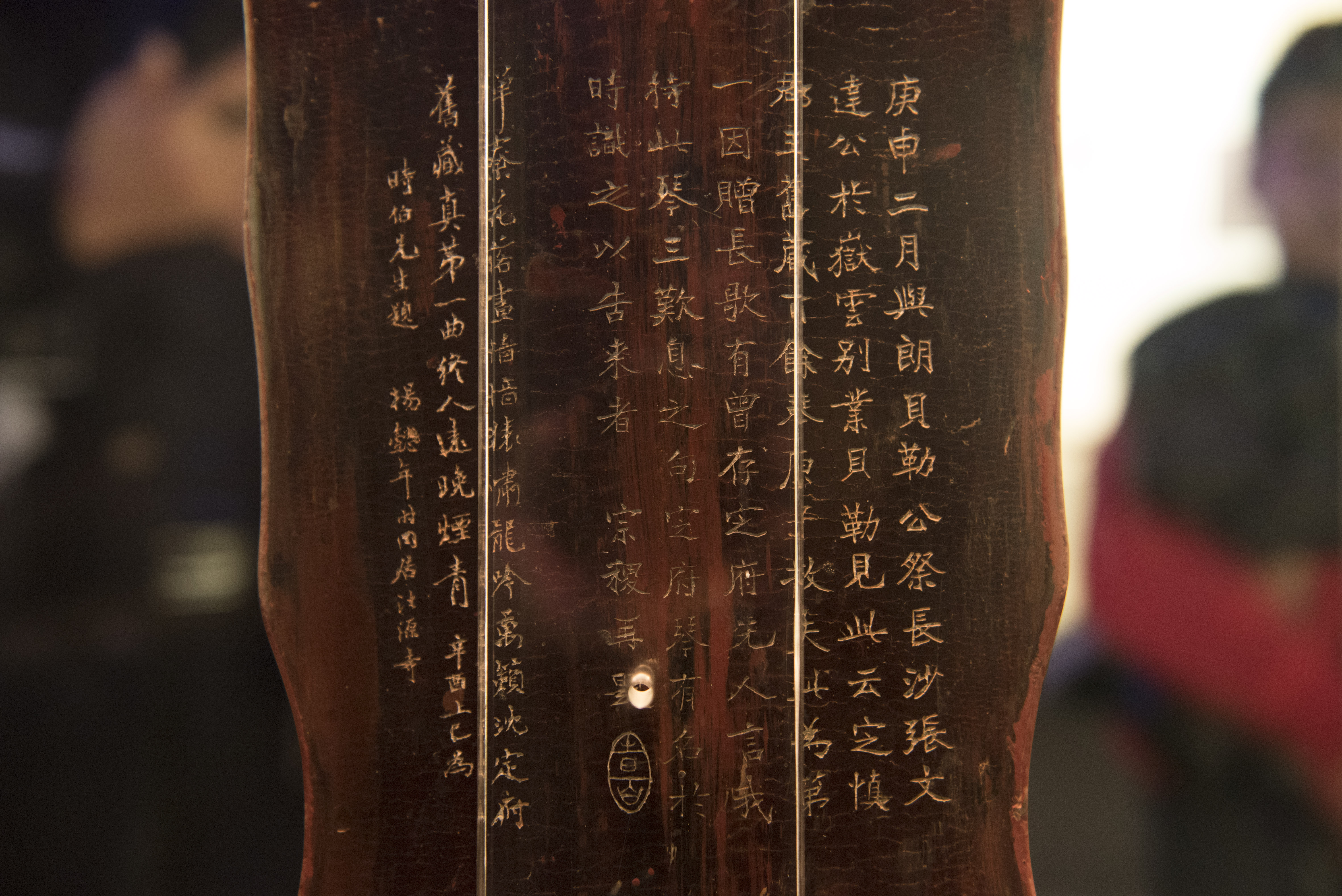
龙池下方题刻
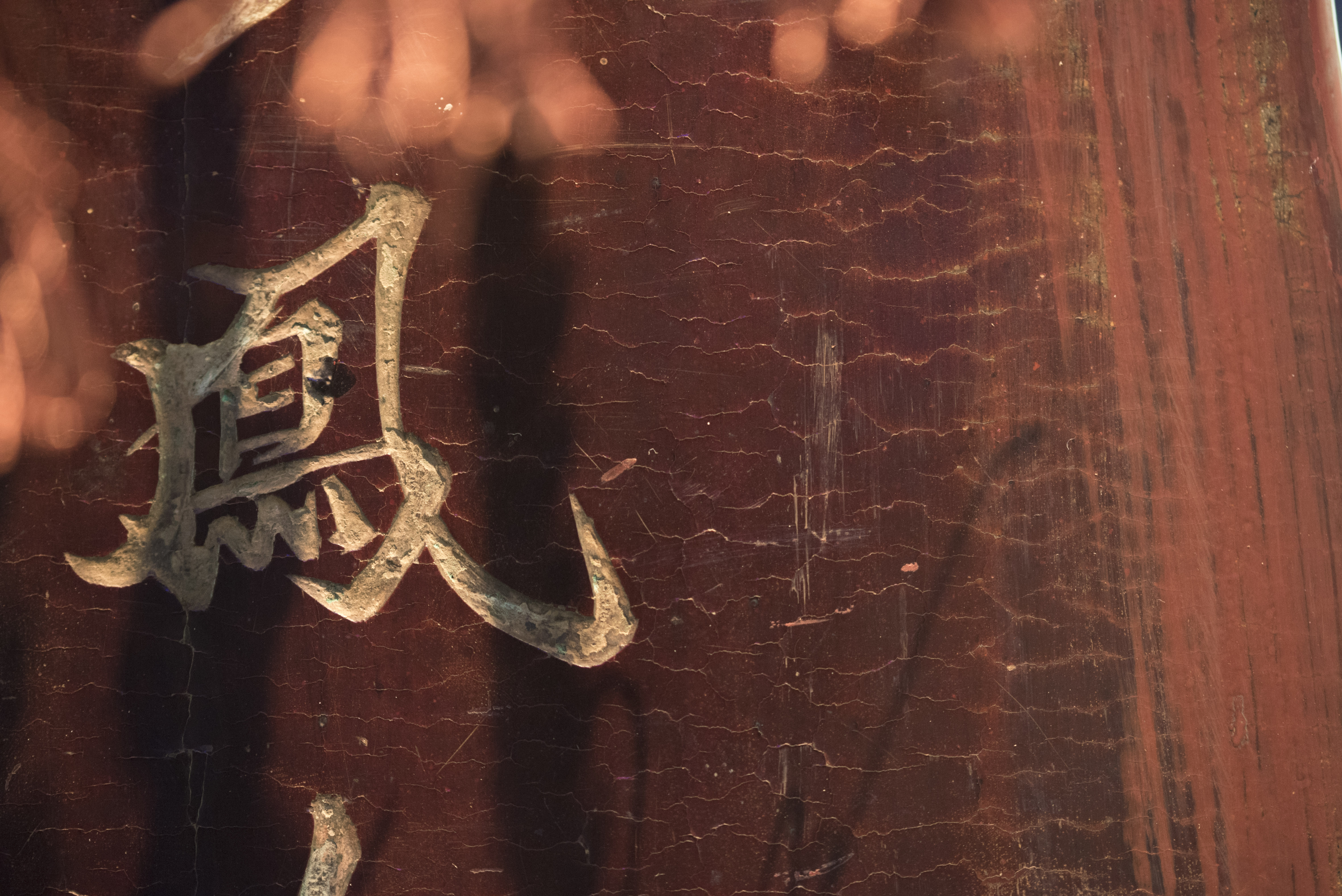
断纹
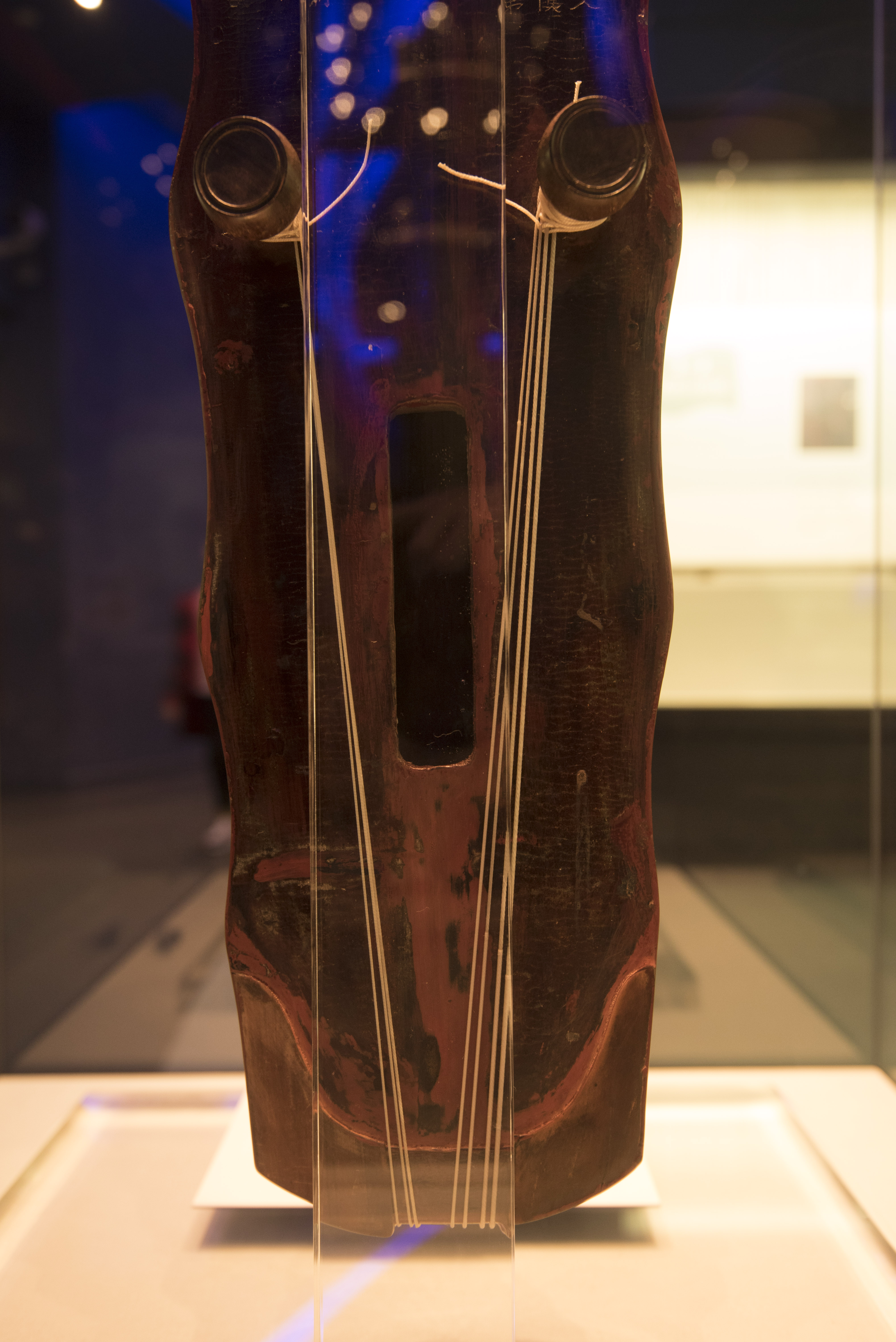
雁足和凤沼
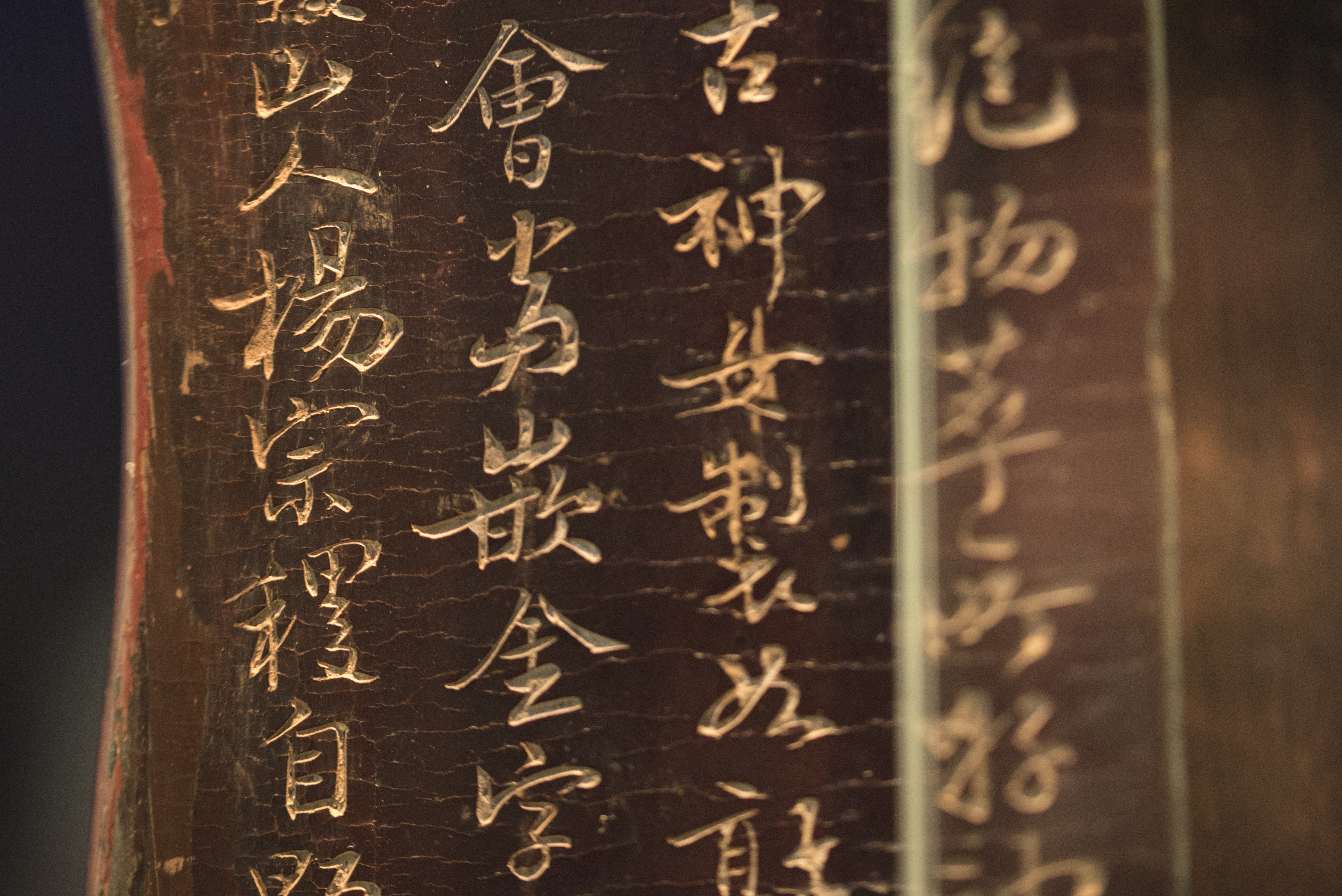
杨宗稷署名